# Pat (Jeruzalém)

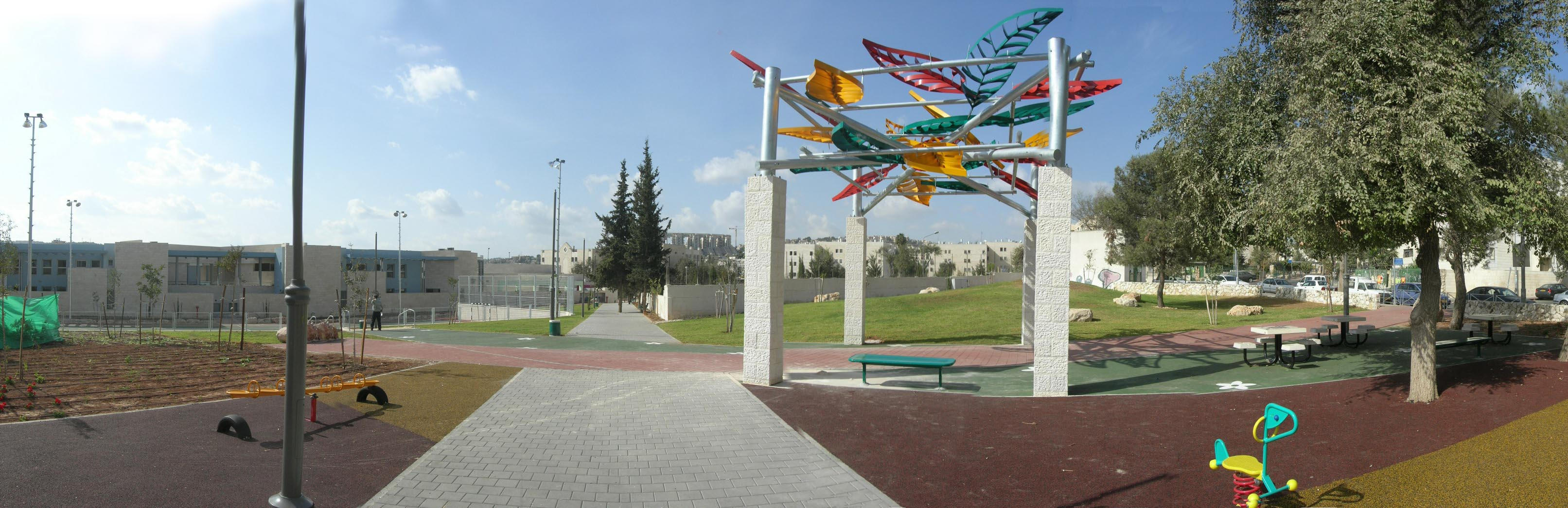
Goren-Gonsteinův park a bilingvní škola (vlevo)

Pat (hebrejsky: פת), známá též jako Katamon Zajin (hebrejsky: 'קטמון ז, doslova „Katamon 7“), je čtvrť v jihozápadním Jeruzalémě v Izraeli, nacházející se mezi čtvrtěmi Katamon a Bejt Safafa. Je pojmenovaná po Ja'akovu Patovi, který byl jedním z velitelů Hagany.

## Dějiny
Pat byla poslední ze čtvrtí Katamon, která byla v 50. letech postavena za účelem poskytnutí bydlení imigrantům, žijícím v uprchlických táborech ma'abarot, a jiné socioekonomicky slabé populaci. Hlavní tepnou čtvrti je ulice Ja'akova Pata, která čtvrt odděluje od Katamon Chet.
V 90. letech došlo v rámci projektu „Obnova“ k rozšíření rezidenčních bloků a jejich osazení jeruzalémským kamenem. Ceny zdejších nemovitostí zvýšila výstavba nedalekého obchodního centra Malcha, Teddyho stadionu, Jeruzalémské železniční stanice, Talpijotské průmyslové zóny a Beginovy rychlostní silnice.
Mezi zdejší instituce patří střední náboženská škola ORT Spanian, komunitní centrum a pobočka Mišmar ha-Ezrachi. Dále pak institut WIZO, dětské a mateřské centrum Tipat Chalav a ženský institut Nišmat Tora. V roce 2007 byla ve čtvrti otevřena arabsko-hebrejská bilingvní škola.